# Haufan
Haufan (vagy Vlaicutelep, románul Aurel Vlaicu) falu Romániában, Maros megyében. Közigazgatásilag Segesvárhoz tartozik.

## Fekvése
A falu Segesvártól 3 km-re délre, Maros megye déli részén helyezkedik el, a Küküllőmenti-dombvidéken.

## Története
1910-ben Nagyküküllő vármegyéhez tartozott, ekkor 325 lakosa volt. Közigazgatásilag az 1960-as években vált külön Segesvártól. 1966-ban 235 lakosa volt, azóta népessége folyamatosan csökken. 2002-ben 98 lakosa volt, ebből 93 román és 5 magyar nemzetiségű.